# Oncidium wallisii
Oncidium wallisii är en orkidéart som först beskrevs av Jean Jules Linden och Heinrich Gustav Reichenbach, och fick sitt nu gällande namn av Mark W. Chase och Norris Hagan Williams. Oncidium wallisii ingår i släktet Oncidium och familjen orkidéer. Inga underarter finns listade i Catalogue of Life.